# Idelphonse Favé
Pour les articles homonymes, voir Favé.
Idelphonse Favé, né le 28 février 1812 à Dreux (Eure-et-Loir) et mort le 14 mars 1894 dans le 7e arrondissement de Paris, est un général de brigade français, écrivain militaire, membre de l'Académie des sciences.

## Biographie
Il entre à Polytechnique en 1830, passe par l'École d'application de Metz et devient lieutenant d'artillerie.
Il publie en 1841 Nouveau système de défense des places fortes, et est détaché à la manufacture d'armes de Tulle.
En 1845, il est adjoint au directeur des ateliers de précision au dépôt central de l'artillerie ; il a fait paraître une Histoire tactique des trois armes.
En 1846, il publie le premier tome des Études sur le passé et l'avenir de l'artillerie, écrit par Louis-Napoléon Bonaparte pendant sa détention au fort de Ham ; en 1847, il étudie un nouveau modèle de carabine.
Louis-Napoléon, devenu Président de la République en 1848, appelle Favé qui publie alors son Nouveau système d'artillerie en 1850. Puis il est envoyé en mission d'étude en Angleterre, en Hollande, en Belgique, pour évaluer leur matériel d'artillerie (fabrication des explosifs et organisation des manufactures d'armes).
À son retour, nommé professeur de fortification à l'École polytechnique, il devient l'officier d'ordonnance de Louis-Napoléon en 1852 puis son chef d'escadron.
En 1853, au cours de la guerre de Crimée, il met au point pour l'attaque du port de Kronstadt des batteries flottantes cuirassées à vapeur, dont trois furent utilisées à Sébastopol en 1855.
Chef du cabinet militaire de Napoléon III pendant la campagne d'Italie, il travaille ensuite sur l'artillerie à canons rayés et crée les premières mitrailleuses.
Colonel en 1859, général de brigade le 13 août 1865, Favé est nommé commandant de l'École polytechnique en 1866. Il participe à la défense de Paris en 1870.
Il passe au cadre de réserve le 28 février 1874 et est promu en même temps grand officier de la Légion d'honneur. Il professe l'art militaire à Polytechnique de 1874 à 1882.
Le 10 juillet 1876, il est élu à l'Académie des sciences, en remplacement du baron Séguier.

## Publications
Il a publié, outre les ouvrages cités plus haut, entre autres : 
- L'armée française depuis la guerre, 1874-1875
- Cours d'art militaire

### Sources
- Dossier de Légion d'honneur du général Favé.